# Żerno (osada)
Żerno, Żerna (biał. Жерна; ros. Жерно) – dawna osada na Białorusi, w obwodzie grodzieńskim, w rejonie zelwieńskim, w sielsowiecie Karolin. Leżała na północny zachód od Kościewiczów.
W dwudziestoleciu międzywojennym okolica leżała w Polsce, w województwie białostockim, w powiecie wołkowyskim, w gminie Zelwa. 16 października 1933 utworzyła gromadę Żerno II w gminie Zelwa. Po II wojnie światowej weszła w struktury ZSRR.
Obecnie po osadzie nie pozostało nic.